# Przestrzeń jednostajnie wypukła
Przestrzeń jednostajnie wypukła – przestrzeń unormowana {\displaystyle X} spełniająca warunek
{\displaystyle (\forall {\varepsilon >0})(\exists {\delta >0})(\forall {x,y\in X})\left(\|x\|\leqslant 1,\|y\|\leqslant 1,\|x-y\|\geqslant \varepsilon \Rightarrow \|{\tfrac {1}{2}}(x+y)\|\leqslant 1-\delta \right).}
Intuicyjnie, przestrzeń jednostajnie wypukła to przestrzeń unormowana, której geometria przypomina geometrię przestrzeni unitarnej. W szczególności każda przestrzeń unitarna jest przestrzenią jednostajnie wypukłą.

## Przykłady

### Przestrzenie unitarne
Z tożsamości równoległoboku wynika, ze przestrzenie unitarne są jednostajnie wypukłe. Istotnie, dla ustalonego {\displaystyle \varepsilon >0} oraz punktów {\displaystyle x,} {\displaystyle y} o normach {\displaystyle \|x\|,\|y\|\leqslant 1} spełniony jest warunek
{\displaystyle \|{\tfrac {1}{2}}(x+y)\|^{2}={\tfrac {1}{2}}\|x\|^{2}+{\tfrac {1}{2}}\|y\|^{2}-{\tfrac {1}{4}}\|x-y\|^{2}\leqslant 1-{\frac {1}{4}}\varepsilon ^{2},}
skąd wynika, że
{\displaystyle \|{\tfrac {1}{2}}(x+y)\|\leqslant {\sqrt {1-{\tfrac {1}{4}}\varepsilon ^{2}}}\leqslant 1-{\tfrac {1}{8}}\varepsilon ^{2}.}

### PrzestrzenieLp{\displaystyle L_{p}}
James A. Clarkson udowodnił, że dla dowolnego {\displaystyle p\in (1,\infty )} i miary dodatniej {\displaystyle \mu ,} przestrzeń Lp(μ) jest jednostajnie wypukła (w szczególności, przestrzenie ℓp są jednostajnie wypukłe dla {\displaystyle p\in (1,\infty )}).
Prostym przykładem przestrzeni, która nie jest jednostajnie wypukła jest płaszczyzna {\displaystyle R^{2}} z normą
{\displaystyle \|(x,y)\|=\max\{|x|,|y|\}\;\;{\big (}(x,y)\in \mathbb {R} ^{2}{\big )}.}

## Jednostajna wypukłość a refleksywność
Twierdzenie Milmana-Pettisa orzeka, że każda przestrzeń Banacha jednostajnie wypukła jest refleksywna. Twierdzenie odwrotne nie zachodzi, gdyż istnieją przestrzenie skończenie wymiarowe (a więc refleksywne), które nie są jednostajnie wypukłe. Co więcej, Day wykazał, że istnieją refleksywne przestrzenie Banacha na których nie można wprowadzić normy jednostajnie wypukłej, na przykład
{\displaystyle X={\Big (}\bigoplus _{n=1}^{\infty }\ell _{1}^{n}{\Big )}_{\ell _{2}}.}

## Zbieżność
W przestrzeni jednostajnie wypukłej {\displaystyle X,} jeśli ciąg {\displaystyle (x_{n})} punktów tej przestrzeni jest słabo zbieżny do punktu {\displaystyle x_{0}} oraz
{\displaystyle \|x_{n}\|\longrightarrow \|x_{0}\|,}
to ciąg {\displaystyle (x_{n})} jest zbieżny normowo (do {\displaystyle x_{0}}).